# Hauptstraße 18 (Mittelstetten)

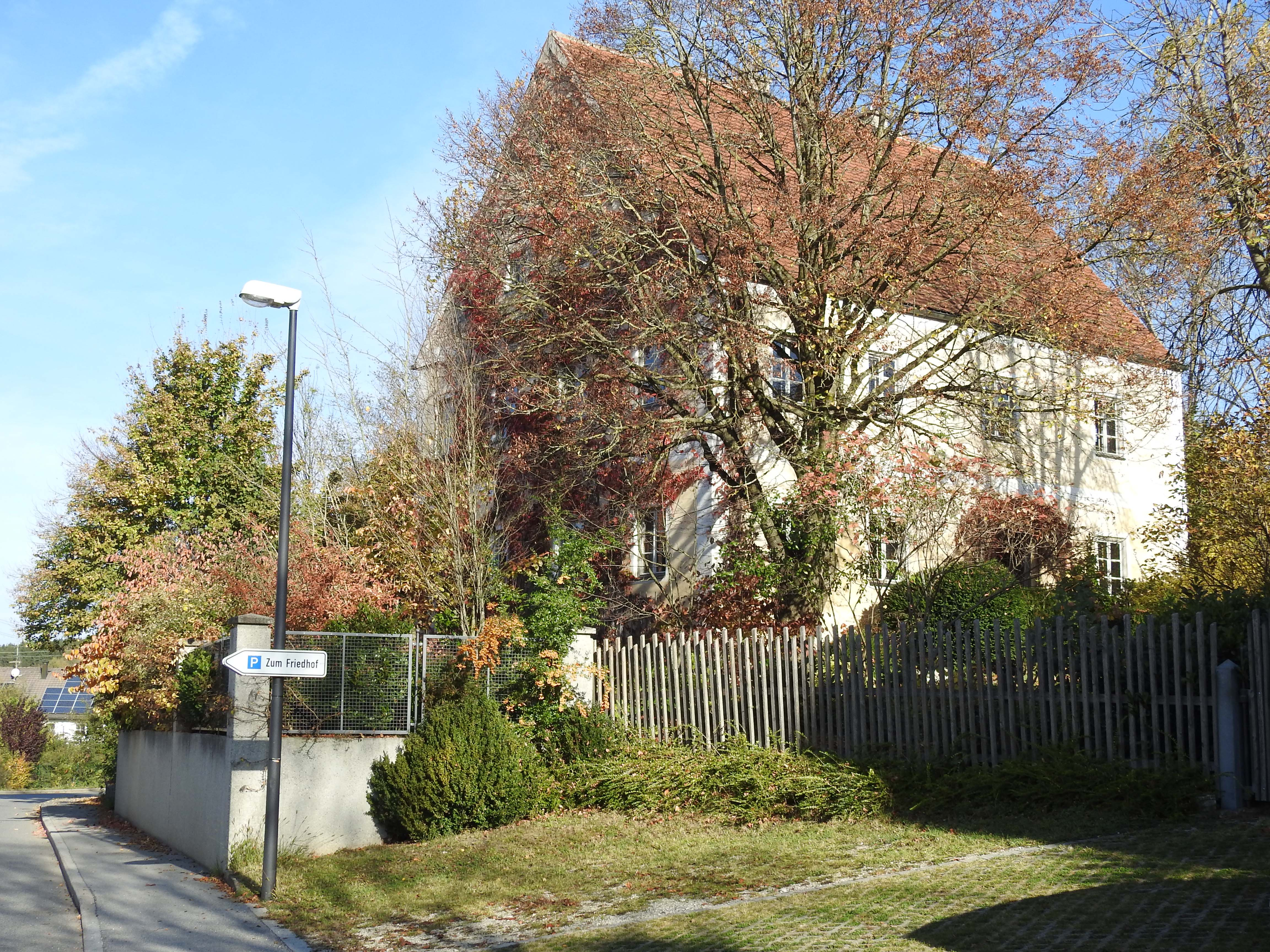
Pfarrhof Hauptstr. 18 in Mittelstetten

Die Hauptstraße 18 ist das ehemalige Pfarrhaus des Pfarrhofes in Mittelstetten. Der zweigeschossige, verputzte Satteldachbau aus dem 18/19. Jahrhundert ist unter der Nummer D-1-79-137-2 als Denkmalschutzobjekt in der Liste des Bayerischen Landesamtes für Denkmalpflege eingetragen.